# Balduin II. (Jerusalem)

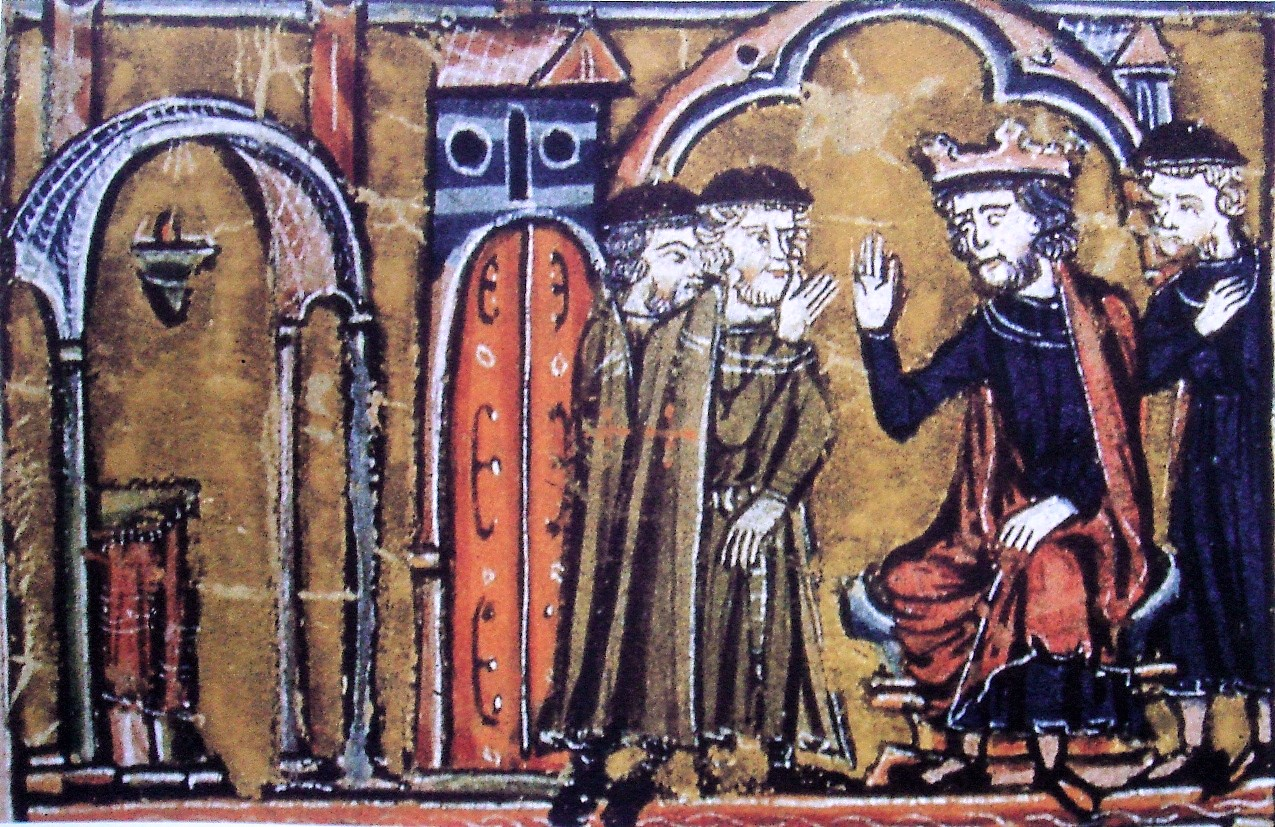
Balduin übergibt den Tempel Salomons an Hugo von Payns und Gottfried von Saint-Omer

Balduin von Bourcq (* vor 1080; † 21. August 1131) war Herr von Bourcq, von 1100 bis 1118 Graf von Edessa und als Balduin II. von 1118 bis zu seinem Tod König von Jerusalem.

## Leben
Er war ein Sohn des Hugo I., Graf von Rethel.
1096 bis 1099 nahm er am Ersten Kreuzzug ins Heilige Land teil. Dort überließ ihm sein Vetter Balduin von Boulogne 1101 die Grafschaft Edessa, als dieser König von Jerusalem wurde. Als Balduin von Boulogne 1118 kinderlos starb, folgte er ihm auch auf dem Thron von Jerusalem. Die Grafschaft Edessa überließ er seinem Vetter (die Mütter waren Schwestern) Joscelin von Courtenay.
Als Graf von Edessa wurde Balduin 1104 von den Seldschuken nach der Schlacht von Harran gefangen genommen und erst 1108 wieder freigelassen.
Fast unmittelbar nach seiner Thronbesteigung in Jerusalem wurde das Königreich gleichzeitig von Syrien her durch die Seldschuken und von Ägypten her durch die Fatimiden angegriffen. Balduin II. gelang es, beide Gegner zurückzudrängen. 1119 wurde das Fürstentum Antiochia angegriffen, die Kreuzfahrer unterlagen in der Schlacht auf dem Ager Sanguinis; trotz dieser schweren Niederlage gelang es Balduin noch im gleichen Jahr, die Seldschuken aus dem Fürstentum zu vertreiben.
1123 wurde er bei einer Grenzpatrouille in der Grafschaft Edessa erneut von den Seldschuken (von Balak ibn Bahram) gefangen genommen, diesmal aber bereits im Folgejahr freigelassen. In der Zwischenzeit hatten die Kreuzritter mit Hilfe einer venezianischen Flotte Tyrus belagert und erobert. Diese Hilfe führte zur Einrichtung von Handelskolonien der italienischen Republiken, nicht nur Venedigs, in den Küstenstädten des Königreichs, die autonom und frei von Steuerlasten und militärischen Pflichten waren.
In die Regierungszeit Balduins II. fällt die Gründung der ersten beiden Ritterorden. 1118 gründete Hugo von Payns in Jerusalem den Templerorden, der seinen Namen dem Umstand verdankt, dass Balduin ihm seinen ehemaligen Palast auf dem Tempelberg als Hauptquartier zur Verfügung stellte. Auch der Johanniterorden trat bald als Militärorden auf und die karitativen Ziele, die er ursprünglich hatte, rückten in den Hintergrund.
1125 sammelte Balduin die Ritter aller Kreuzfahrerstaaten um sich und schlug die Seldschuken in der Schlacht von Azaz, obwohl deren Armee wesentlich größer war. Als Folge der Schlacht gelang es den Kreuzrittern, viel von dem Einfluss wiederherzustellen, den sie nach dem „Ager Sanguinis“ verloren hatten. Hätten Antiochia und Edessa nach dem Sieg nicht damit begonnen, sich untereinander zu bekämpfen, wäre es Balduin vielleicht gelungen, Aleppo zu erobern. Stattdessen wurden Aleppo und Mosul 1128 unter Zengi vereint. Balduin wandte sich in der Folge gegen Damaskus, dessen Eroberung aber fehlschlug.
Balduin II. hatte 1101 Morphia von Melitene geheiratet, die Tochter des armenischen Fürsten Gabriel von Melitene. Balduin hatte keine Söhne, aber vier Töchter, Melisende, Alice, Hodierna und Ioveta. Er verheiratete Melisende 1129 mit dem Grafen Fulko V. von Anjou; Fulko und Melisende regierten nach Balduins Tod 1131 gemeinsam. Alice heiratete Bohemund II. von Antiochia, Hodierna Raimund II., den Grafen von Tripolis; Ioveta wurde Äbtissin von Bethanien.

## Vorfahren Balduins II.
| Manasses I., Graf von Rethel                                          | Dada                              | Giselbert I. (* um 950; † 990), Graf von Roucy | n.n. Tochter des Grafen Wilhelm III. von Poitiers | Milon de Montlhéry (1034/57 bezeugt)                                    | n.n.                                                                    | Wilhelm von Gometz, Herr von Gometz    | n.n.                                   |
| Manasses II., Graf von Rethel                                         | Manasses II., Graf von Rethel     | Judith von Roucy                               | Judith von Roucy                                  | Guy I. de Montlhéry (* um 1015; † 1095), Herr von Rochefort-en-Yvelines | Guy I. de Montlhéry (* um 1015; † 1095), Herr von Rochefort-en-Yvelines | Hodierne de Gometz (* um 1020; † 1074) | Hodierne de Gometz (* um 1020; † 1074) |
| Hugo I. († 1118), Graf von Rethel                                     | Hugo I. († 1118), Graf von Rethel | Hugo I. († 1118), Graf von Rethel              | Hugo I. († 1118), Graf von Rethel                 | Mélisende de Montlhéry                                                  | Mélisende de Montlhéry                                                  | Mélisende de Montlhéry                 | Mélisende de Montlhéry                 |
| Balduin du Bourcq († 1131), Graf von Edessa, dann König von Jerusalem |                                   |                                                |                                                   |                                                                         |                                                                         |                                        |                                        |

## Zur Verwandtschaft mit Balduin I.
Die Frage der Verwandtschaft zwischen den Königen Balduin I. und Balduin II. von Jerusalem wird von Historikern seit langem diskutiert. Sie wird erstmals von Wilhelm von Tyrus, Kanzler von Jerusalem unter Balduin IV., erwähnt, der Balduin II. als consanguineus (Blutsverwandten) von Balduin I. bezeichnet. Zur Erklärung dieser Aussage wurden mehrere Lösungen vorgeschlagen:
- Mélisende de Montlhéry, Ehefrau von Hugo I. von Rethel und Mutter von Balduin II., sei die Schwester von Eustach II. von Boulogne gewesen. Dies ist jedoch mit Sicherheit nicht der Fall, die Eltern Balduins I. und Balduins II. sind bekannt.
- Yvette (oder Judith), Ehefrau von Manasses II. von Rethel und Mutter von Hugo I., sei eine Tochter von Eustach I. von Boulogne. Von Yvette weiß man jedoch, dass sie eine Schwester des Eble de Roucy war. Der Umstand, dass eine Witwe eines Grafen von Roucy einen Grafen von Boulogne geheiratet habe oder umgekehrt, bleibt in zeitgenössischen Quellen jedoch unerwähnt.

Alan V. Murray hat eine neue Hypothese vorgelegt: der erste bekannte Graf von Rethel ist der 1026 belegte Manasses I., Urgroßvater von Balduin II. und mit einer Dada verheiratet. Dieser Vorname ist ähnlich dem Vornamen Doda, demjenigen der Ehefrau von Gottfried II. von Niederlothringen und Großmutter mütterlicherseits von Gottfried von Bouillon und Balduin I. Wenn Doda die Tochter von Manasses und Dada war, würde dies die Verwandtschaft zwischen Balduin I. und Balduin II. als Vettern zweiten Grades erklären:
1. Manasses I., Graf von Rethel ⚭ Dada
  1.  ? Doda ⚭ Gottfried II. der Bärtige, Herzog von Niederlothringen
    1. Ida von Lothringen ⚭ Eustach II., Graf von Boulogne
      1. Balduin I.
      2. Gottfried von Bouillon

  2. Manasses II., Graf von Rethel ⚭ Judith de Roucy
    1. Hugo I., Graf von Rethel ⚭ Mélisende de Montlhéry
      1. Balduin II.

Andere Lösungsansätze führen die Genealogie der beiden über sieben beziehungsweise acht Generationen zurück, um einen gemeinsamen Ahnherren zu finden, wobei jedoch nicht klar wird, ob dies im frühen Mittelalter noch als consanguineus bezeichnet wurde.